# کایتای شینشو

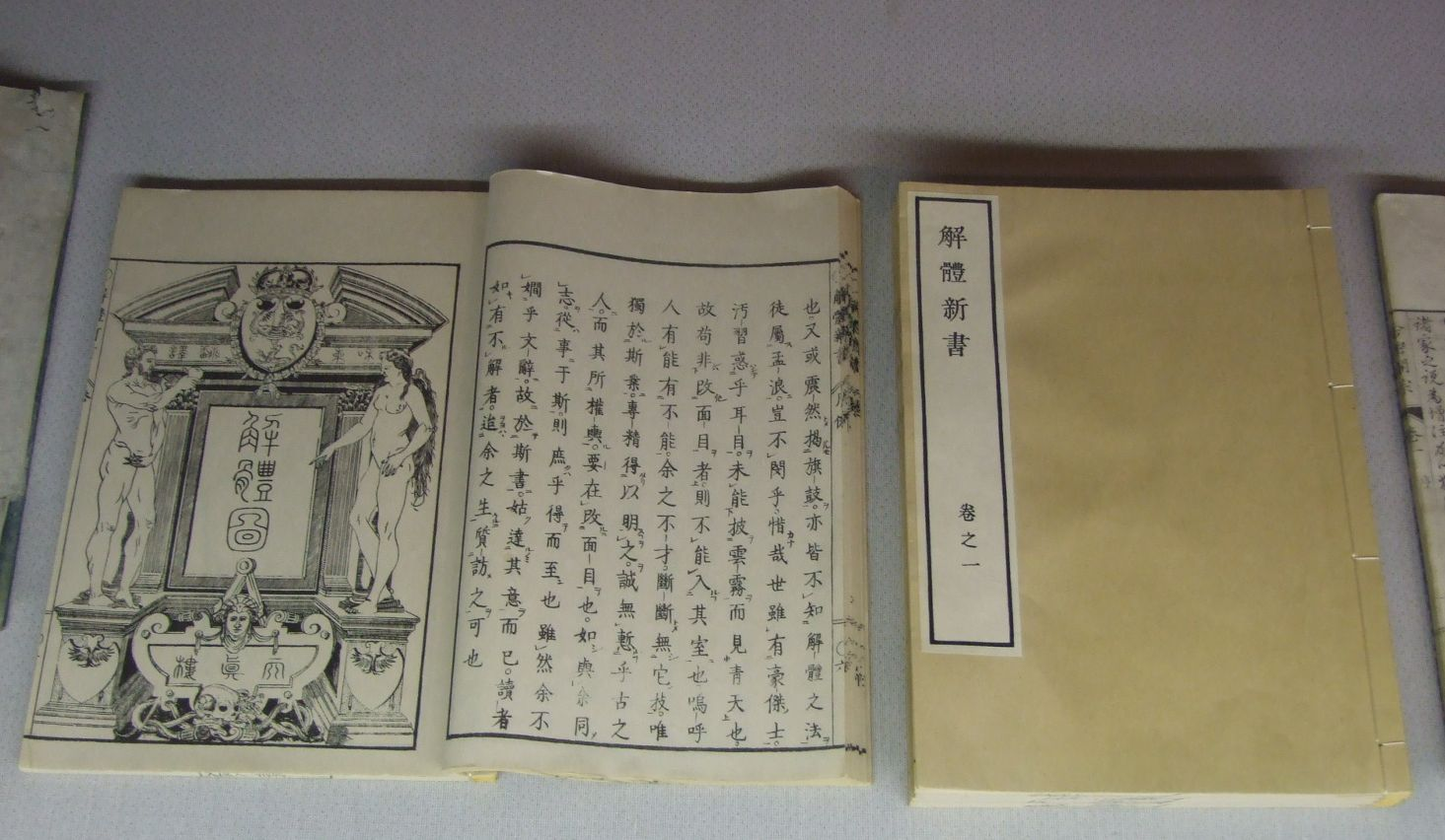
یک کپی از کایتای شینشو

کایتای شینشو (به ژاپنی: 解体新書 Kaitai Shinsho) به معنی متن جدید آناتومی یک متن پزشکی است که به زبان ژاپنی که در دوره ادو ترجمه شد. این کتاب توسط سوگیتا گنپاکو نوشته شده است، و توسط سوهارایا ایچهبه (須 原 屋 市 兵衛) در سال ۱۷۷۴، سومین سال آنئی منتشر شده است.